# Leucomium flexuosum
Leucomium flexuosum là một loài Rêu trong họ Leucomiaceae. Loài này được (Sull.) Mitt. mô tả khoa học đầu tiên năm 1869.